# Ibiraiaras (Río Grande del Sur)

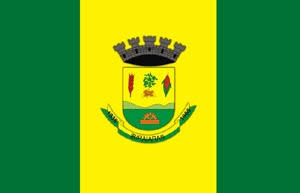
Bandera de Ibiraiaras.

Ibiraiaras es un municipio brasileño del estado de Rio Grande do Sul.
Se encuentra ubicado a una latitud de 28º22'12" Sur y una longitud de 51º38'11" Oeste, estando a una altitud de 776 metros sobre el nivel del mar. Su población estimada para el año 2004 era de 7.052 habitantes.
Ocupa una superficie de 316,32 km².
- Datos: Q956087
- Multimedia: Ibiraiaras / Q956087